# 印第安公民法案
印第安人公民法（英語：Indian Citizenship Act），又稱斯奈德法案（英語：Snyder Act），是美國國會於1924年6月2日通過並由總統卡爾文·柯立芝簽署的法律，授予當時尚未取得美國公民身份的所有美洲原住民及阿拉斯加原住民以美國公民資格，但並未立即保障其在各州的投票權。

## 背景
在19世紀至20世紀初的美國，美洲原住民及阿拉斯加原住民並不自動擁有美國公民身份。根據當時的聯邦法律與政策，原住民僅能在特定條件下取得公民權，例如根據1887年的《道斯法案》接受土地分配並放棄部落成員資格，經特別國會法案授予，或因婚姻、歸化而取得資格。此外，部分原住民因在1890年《印第安撥款法案》後被視為「受保護民族」而長期維持部落自治身份，並不屬於聯邦憲法第十四修正案所保障的「在美國出生即為公民」的範圍。
第一次世界大战期間，約有一萬二千名原住民在未具公民身份的情況下服役於美軍，包括擔任通訊員、步兵及後勤等職務，其中部分部隊如納瓦霍族的密碼員在戰事中表現突出。戰後，許多退伍原住民在各州仍面臨公民權不足與政治參與受限的情況，引發全國性討論。支持立法者認為，這些人已展現對國家的忠誠，應當獲得與其他美國人同等的國籍與法律保障；反對者則多來自部分州政府及地主團體，擔心全面授予公民權會影響地方選舉結果、削弱對原住民土地的控制，甚至導致原住民稅務地位的變化。
在立法之前，聯邦政府對原住民的政策長期以「同化」為主軸，透過寄宿學校、宗教傳教、農業定居等方式試圖改變其生活模式。雖然已有零星州份（如紐約州）通過地方立法授予部分原住民投票權，但全國層面仍缺乏統一標準。1920年代初期，隨著原住民參軍事蹟被媒體報導、原住民權益組織的倡議，以及國會內部的討論，全面承認原住民為美國公民的呼聲逐漸高漲，最終促成了印地安人公民法的提出與通過。

## 立法過程
《印第安公民法案》由紐約州共和黨籍聯邦眾議員荷馬·P·斯奈德提出，法案編號為H.R. 6355，並交由眾議院印第安事務委員會審議。斯奈德長期關注印第安事務，並於1920年代初公開支持授予全體美洲原住民公民權，理由包括一戰期間原住民對美國的軍事貢獻，以及消除不同州份間公民資格標準差異的必要性。

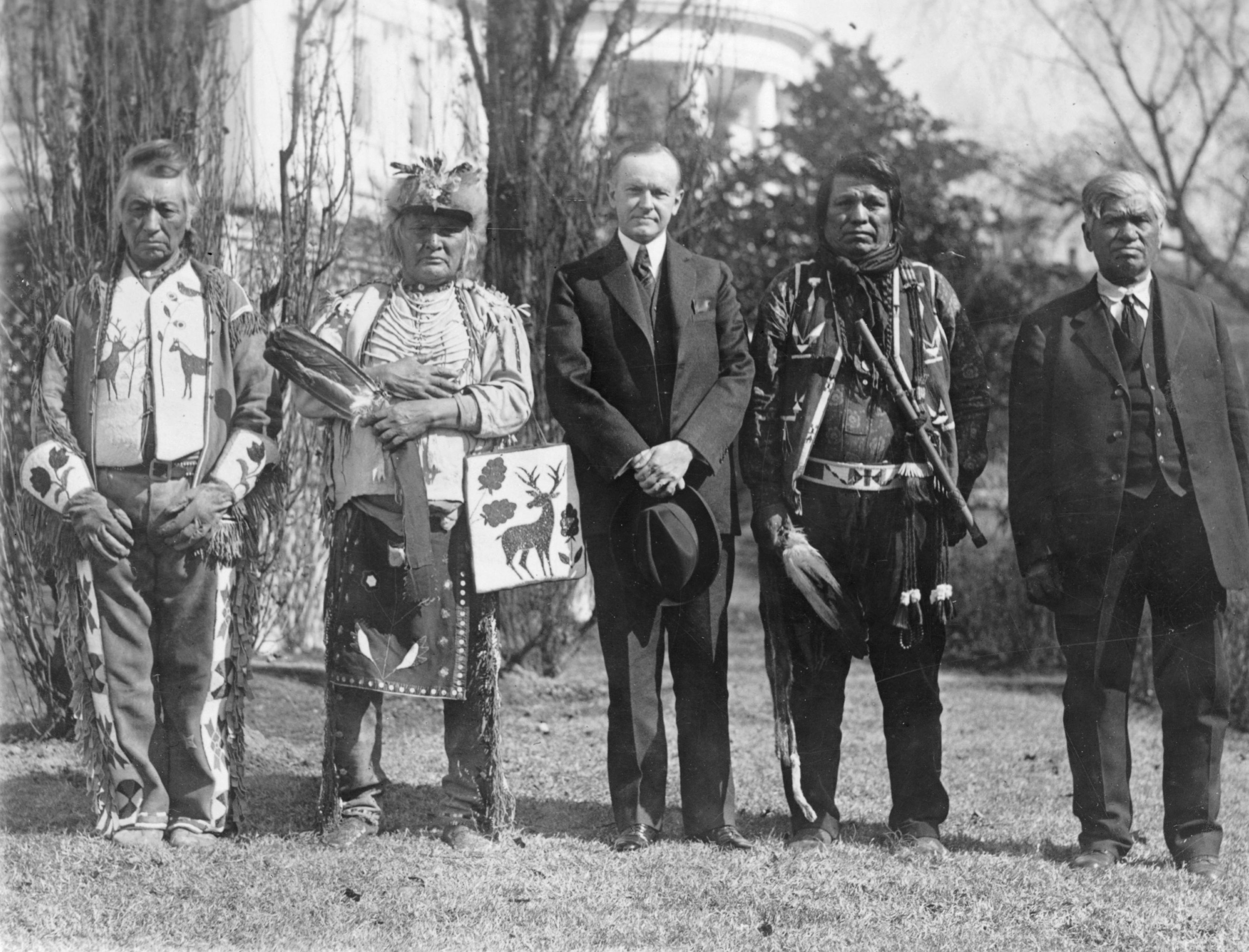
1924年6月2日，美國總統卡爾文·柯立芝（前排中）在簽署《印第安公民法案》後，與四名奧塞奇族原住民領袖於白宮合影

法案在委員會審議期間，獲得大多數議員的支持，主要反對意見來自部分西部與西南部州份的代表，他們擔心全面公民化會影響地方選舉結果、削弱對部落土地的控制權，並增加州政府在教育與社會服務上的財政負擔。支持方則指出，授予公民權並不會剝奪部落自治與文化，而是為原住民提供憲法保障的法律地位。
1924年5月15日，眾議院以無記名表決方式通過該案，並將其送交參議院審議。5月17日，參議院亦以口頭表決方式無異議通過，未經修正直接送交白宮。根據國會記錄，該法案屬於快速立法程序，並未進行長時間辯論，反映出國會在此議題上已形成相對一致的態度。
1924年6月2日，總統卡爾文·柯立芝在白宮正式簽署成為法律。簽署當日，白宮新聞照片顯示柯立芝與一群身著傳統服飾的美洲原住民領袖合影，以象徵政府對原住民身份的正式承認。根據法律條文，所有在美國境內出生且尚未取得公民身份的美洲原住民及阿拉斯加原住民，均自該日起自動成為美國公民。
然而，該法案並未觸及各州對選舉權的規定，導致部分州份在法案生效後，仍以居住條件、稅務資格或「未脫離部落監護」等理由限制原住民投票權。這些限制直至1940年代至1960年代的民權運動期間才逐步被取消，一些州甚至要到1962年才完全承認原住民的普選權。